# Conostigmus ballescoracas
Conostigmus ballescoracas är en stekelart som beskrevs av Paul Dessart 1997. Conostigmus ballescoracas ingår i släktet Conostigmus och familjen trefåresteklar. Inga underarter finns listade i Catalogue of Life.